# Gonzalo Vasques Coutinho
Gonzalo Vaz Coutinho Coutinho o Gonzalo Vásquez Coutinho (Penedono, c 1358 - 23 de marzo de 1421), fue un noble portugués, VII señor de Couto de Leomil, de Fonte-Arcada, y muchas otras tierras que Juan I, en las cortes de Coímbra, le hizo merced, en 1400.

## Biografía
Gonzalo era hijo de Vasco I Fernandes Coutinho, señor de Couto de Leomil y Beatriz Gonçalves de Moura.
Fue el segundo Mariscal del Reino de Portugal, alcaide-mór de Trancoso y Lamego, gran vencedor de la Batalla de San Marcos, y copero mayor de la reina Felipa de Lancaster, mujer del rey.
Dirigió y salió victorioso en la batalla de Trancoso en mayo de 1385. Después de la guerra, fue nombrado alcaide-mór de Trancoso.

## Matrimonio y descendencia
Se casó con Leonor Goncalves de Azevedo, hija de Gonzalo Vaz de Azevedo, I mariscal del reino e Inés Affonso.
Fue padre de:
1. Vasco II Fernandes Coutinho (1385), quien fue el I Conde de Marialva.[1] Casado con María de Sousa († 1472), hija natural de Lopo Dias de Sousa.
2. Álvaro Gonçalves Coutinho (1390), el Magrizo (inmortalizado por Camões como "Uno de los Doce de Inglaterra").[1]
3. Fernando Coutinho (1391), señor de Penaguião.[1] Casado con Maria Vilhena da Cunha (1391), hija de Fernán Vasques da Cunha (1378) II señor de Celorico de Basto, Terra da Maia y Montelongo, y Blanca Manuel de Villena (n. Portugal, ca. 1380 - f. después de 1438), hija de Enrique Manuel de Villena (1337-ca. 1414).[1] Fernando y Maria concibieron varios hijos, uno de los cuales fue:
  - Vasco III Fernandes Coutinho (1410) IV señor de Celorico de Basto, casado con Maria de Lima (1437), hija de Leonel de Lima (1404) I vizconde de Villanova de Cerveira y de Felipa da Cunha (1404). Vasco III y Maria tuvieron los siguientes hijos:
    - Branca Coutinho (1460) casada con capitán Jorge de Melo "el Larguirucho" —en portugués: Jorge de Melo "O Lágeo", traducido como "el de la Tierra"— (Serpa, ca. 1460 - Mazagán, 1514) que fue copero mayor del rey desde el 3 de marzo de 1479, señor de Pavia desde el 21 de julio del mismo año, recibió la donación real de la fortaleza de Mazagán en 1505 y casi una década después fallecería combatiendo contra los musulmanes del Sultanato wattásida de Fez, y el cual fuera un hijo de Juan de Melo, alcaide mayor de Serpa, y de su primera esposa Isabel da Silveira, además de nieto paterno de Martim Afonso de Melo "el Viejo", señor de Arega y Barbacena, y de Biolanda de Sousa, quien fuera una bisnieta de Martín Alfonso "Chichorro" e Inés Lourenço de Valadares.[1] Branca y Jorge fueron padres de Vasco IV Fernandes Coutinho (Serpa, Portugal, 1488 - Vila Velha de la Capitanía del Espíritu Santo, Gobierno General del Estado de Brasil, e/ 1º y 10 de octubre de 1561).[1]
    - Fernando Coutinho (1465), a quien mataron los moros en África.[1]
    - Leonel Coutinho (1470).[1]